# Unipol Arena
La Unipol Arena (anciennement Palasport Casalecchio, PalaMalaguti et Futureshow Station) est une salle multifonction située à Casalecchio di Reno, dans la province de Bologne dans la région Émilie-Romagne dans le Nord de l'Italie. La salle a une capacité de 11 000 spectateurs et accueille les rencontres à domicile du Virtus Bologne.

## Événements
- Final Four de l'Euroligue de basket-ball 2001-2002, 3 et 5 mai 2002
- The 24K Magic World Tour de Bruno Mars, 12 juin 2017
- Championnat d'Europe masculin de volley-ball 2023 (match d'ouverture)
- WWE SmackDown, 21 mars 2025

## Galerie

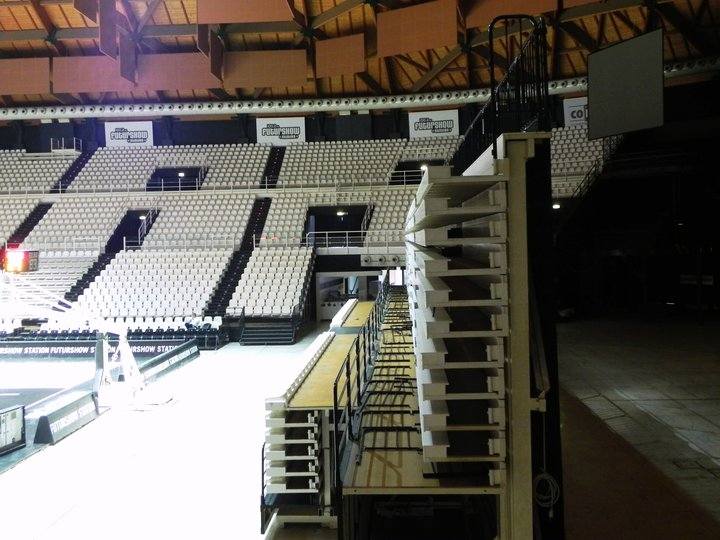
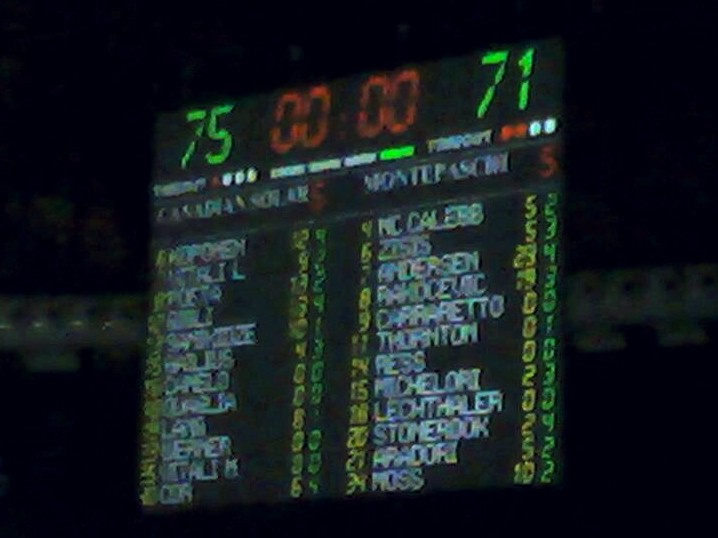